# DWARF
DWARF é um formato de dados para depuração padronizado, muito usado. Ele foi concebido conjuntamente com o formato ELF, apesar de ser independente de formatos de arquivo objeto.). O nome DWARF significa em inglês Debug With Attributed Record Format, ou "Depuração através de registros com atributos". Ele tanto expressa o propósito do padrão, quanto é uma aproximação irônica uma palavra já existente, que significa "anão" em inglês.
A primeira versão do DWARF provou ser excessivamente volumosa—donde a ironia do nome. Ela foi sucedida pelo DWARF-2, que era incompatível com a primeira e acrescentou vários esquemas de codificação para reduzir o tamanho dos dados.
O padrão DWARF não foi adotado inicialmente. Por exemplo, quando a Sun adotou o ELF como parte da mudança para o Solaris, eles preferiram continuar usando o padrão stabs, em um acoplamento conhecido como stabs-in-elf. A equipe do Linux fez o mesmo, e o DWARF-2 só se tornou o mais usado ao final dos anos 1990.
A versão 3 do DWARF foi lançada em Janeiro de 2006.